# Ken Kesey
Kenneth Elton Kesey (17 tháng 9 năm 1935 – 10 tháng 11 năm 2001) là một tiểu thuyết gia, người viết tiểu luận và nhân vật văn hóa đối kháng người Mỹ. Ông tự coi mình là dấu gạch nối giữa Thế hệ Beat của thập niên 1950 và những người hippie của thập niên 1960.

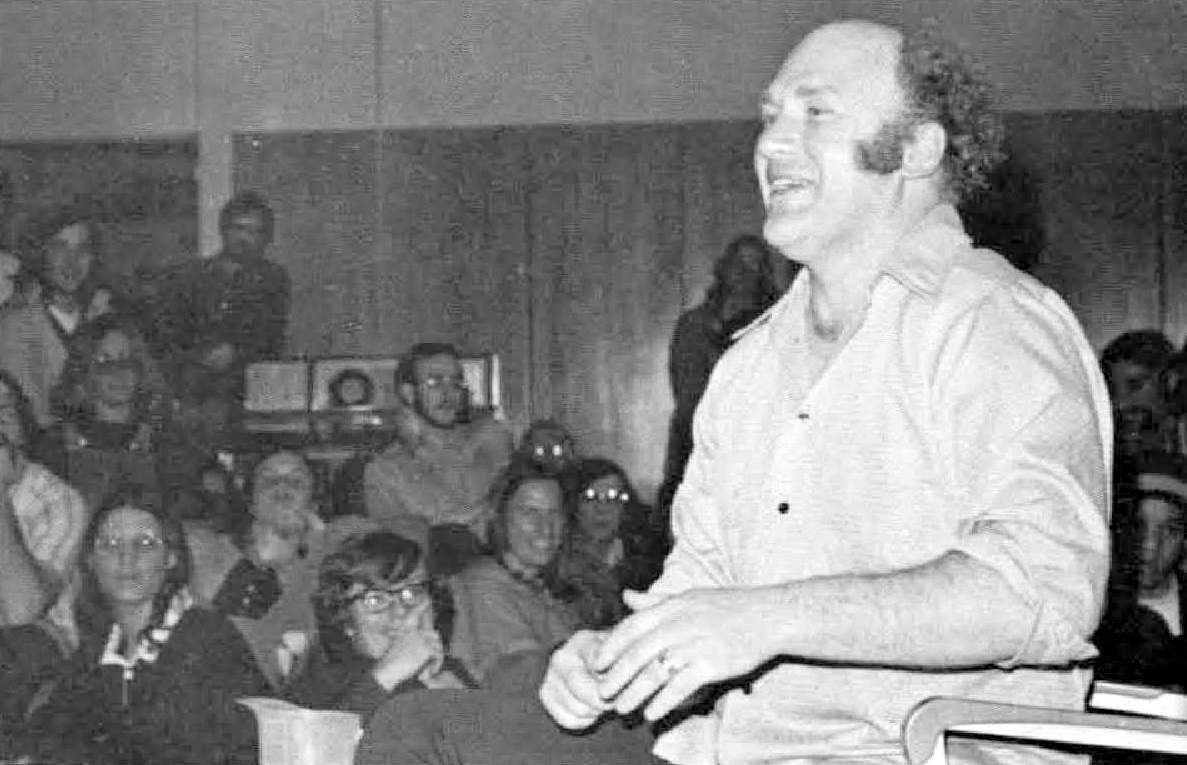
Ken Kesey 1974.

Kesey sinh ra ở La Junta, Colorado và lớn lên tại Springfield, Oregon, sau đó tốt nghiệp Đại học Oregon vào năm 1957. Ông bắt đầu sáng tác truyện One Flew Over the Cuckoo's Nest (Bay trên tổ chim cúc cu) vào năm 1960 sau khi hoàn thành chương trình nghiên cứu sinh chuyên ngành sáng tác tại Đại học Stanford. Cuốn tiểu thuyết này ngay lập tức đạt thành công về mặt thương mại và được lòng giới phê bình khi được ấn hành vào thời điểm hai năm sau đó. Trong thời gian này, Kesey có tham gia vào các nghiên cứu của chính phủ liên quan đến các loại thuốc gây ảo giác (mescaline và LSD) để tăng thêm thu nhập.
Sau khi xuất bản One Flew Over the Cuckoo's Nest, ông dời nhà đến La Honda, California gần đó và bắt đầu tổ chức tiệc tùng với những đồng nghiệp cũ từ Stanford, với những nhân vật trong làng văn học và những kẻ phóng túng (nổi bật nhất là Neal Cassady), cũng như với hội bạn bè biệt danh Merry Pranksters. Những người này sử dụng LSD khi diễn tấu các màn biểu diễn đa phương tiện trong những bữa tiệc được gọi là Acid Test. Ông hướng dẫn nhóm Grateful Dead trong suốt thời gian này và tiếp tục có ảnh hưởng sâu sắc đến cả nhóm trong suốt sự nghiệp lâu dài của họ. Sometimes a Great Notion là tiểu thuyết thành công về doanh số nhưng gây ra sự chia rẽ trong giới phê bình và độc giả khi ra mắt năm 1964, mặc dù đây là cuốn sách mà Kesey coi là kiệt tác của mình.
Năm 1965, sau khi bị bắt vì hành vi tàng trữ cần sa và tự sát giả, Kesey đi tù năm tháng. Không lâu sau, ông trở về nhà tại thung lũng Willamette và định cư ở Pleasant Hill, Oregon, nơi ông duy trì lối sống khép kín, dành thời giờ cho gia đình trong suốt quãng đời còn lại. Trong thời gian giảng dạy tại Đại học Oregon, ông hợp tác với các sinh viên sau đại học của ông để cho ra đời cuốn tiểu thuyết Caverns (1989) dưới bút danh "O. U. Levon". Ngoài ra, ông tiếp tục thường xuyên viết truyện hư cấu và phóng sự đăng trên các ấn phẩm như Esquire, Rolling Stone, Oui, Running và The Whole Earth Catalogue. Một số truyện trong số này đã được chọn lọc vào các cuốn Kesey Garage Sale (1973) và Demon Box (1986).
Giai đoạn từ 1974 đến 1980, Kesey xuất bản sáu tập Spit in the Ocean; đây là một tạp chí văn học chuyên đăng các trích đoạn từ cuốn tiểu thuyết dang dở Seven Prayers by Grandma Whittier (viết về sự chống chọi của người bà của Kesey với bệnh Alzheimer) cũng như từ những tác giả có tiếng như Margo St James, Kate Millett, Stewart Brand, Saul-Paul Sirag, Jack Sarfatti, Paul Krassner và William S. Burroughs. Sau khi xuất bản cuốn tiểu thuyết thứ ba là Sailor Song vào năm 1992, ông tái hợp với hội Merry Pranksters và bắt đầu xuất bản các tác phẩm trên mạng Internet cho đến khi sức khỏe suy yếu.